# Лејк Форест (Калифорнија)
Лејк Форест (енгл. Lake Forest) град је у америчкој савезној држави Калифорнија. По попису становништва из 2010. у њему је живело 77.264 становника.

## Демографија
Према попису становништва из 2010. у граду је живело 77.264 становника, што је 18.557 (31,6%) становника више него 2000. године.
| Група             | 2000.          | 2010.          |
| Белци             | 39.161 (66,7%) | 44.177 (57,2%) |
| Афроамериканци    | 1.073 (1,8%)   | 1.295 (1,7%)   |
| Азијати           | 5.693 (9,7%)   | 10.115 (13,1%) |
| Хиспаноамериканци | 10.913 (18,6%) | 19.024 (24,6%) |
| Укупно            | 58.707         | 77.264         |